# نادي ليبورن
نادي ليبورن لكرة القدم (بالفرنسية: FC Libourne-Saint-Seurin)‏ نادي كرة قدم فرنسي يلعب في دوري الدرجة الوطنية. تم تأسيس النادي في سنة 1998.